# Gewog di Lhamoy Zingkha
Il gewog di Lhamoy Zingkha è uno dei quattordici raggruppamenti di villaggi del distretto di Dagana, nella regione Centrale, in Bhutan.